# Eustegasta amoena
Eustegasta amoena är en kackerlacksart som först beskrevs av Henri Saussure 1864.  Eustegasta amoena ingår i släktet Eustegasta och familjen jättekackerlackor.
Artens utbredningsområde är Madagaskar. Inga underarter finns listade i Catalogue of Life.